# Roger Cremers
Roger Cremers (Bingelrade, 18 april 1972) is een Nederlands fotograaf. Op 13 februari 2009 werd bekendgemaakt dat hij bij World Press Photo een eerste prijs heeft gewonnen in de categorie Arts & Entertainment.
Zijn fotoserie ging over toeristische bezoekers van het voormalige concentratiekamp Auschwitz.
- Bibliothèque nationale de France: cb148844851 (data)
- Gemeinsame Normdatei: 132926601
- International Standard Name Identifier: 0000 0001 1061 2113
- PIC: 389744
- RKD-Nederlands Instituut voor Kunstgeschiedenis: 425872
- Virtual International Authority File: 47937123